# Шайгільдіно
Шайгі́льдіно (рос. Шайгильдино, чув. Шайкилт) — присілок у складі Чебоксарського району Чувашії, Росія. Входить до складу Ішлейського сільського поселення.
Населення — 110 осіб (2010; 98 у 2002).
Національний склад:
- чуваші — 100 %